# Liste der Gebietsänderungen in Nordrhein-Westfalen 1970
Die Liste der Gebietsänderungen in Nordrhein-Westfalen 1970 enthält wichtige Änderungen der Gemeindegebiete des Landes Nordrhein-Westfalen in der Zeit vom 1. Januar 1970 bis zum 31. Dezember 1970. Dazu zählen unter anderem Zusammenschlüsse und Trennungen von Gemeinden, Eingliederungen von Gemeinden in eine andere, Änderungen des Gemeindenamens und größere Umgliederungen von Teilen einer Gemeinde in eine andere.

## Legende
- Datum: juristisches Wirkungsdatum der Gebietsänderung
- Gemeinde vor der Änderung: Gemeinde vor der Gebietsänderung
- Maßnahme: Art der Änderung
- Gemeinde nach der Änderung: Gemeinde nach der Gebietsänderung
- Kreis: Kreis der Gemeinde nach der Gebietsänderung

Die Sortierung erfolgt chronologisch: Datum, kreisfreie Städte, Landkreise, aufnehmende oder neu gebildete Gemeinde. Heute noch bestehende Gemeinden sind farbig unterlegt.

## Liste
| Datum      | Gemeinde vor der Änderung | Maßnahme | Gemeinde nach der Änderung | Kreis |
| ---------- | --- | --- | --- | --- |
| 01.01.1970 | Eingliederung der Stadt Viersen in den Kreis Kempen-Krefeld 56 Kreise, 35 kreisfreie Städte → 56 Kreise, 34 kreisfreie Städte | Eingliederung der Stadt Viersen in den Kreis Kempen-Krefeld 56 Kreise, 35 kreisfreie Städte → 56 Kreise, 34 kreisfreie Städte | Eingliederung der Stadt Viersen in den Kreis Kempen-Krefeld 56 Kreise, 35 kreisfreie Städte → 56 Kreise, 34 kreisfreie Städte | Eingliederung der Stadt Viersen in den Kreis Kempen-Krefeld 56 Kreise, 35 kreisfreie Städte → 56 Kreise, 34 kreisfreie Städte |
| 01.01.1970 | Altendorf | Eingliederung | Essen | – |
| 01.01.1970 | Waldbauer | Eingliederung | Hagen | – |
| 01.01.1970 | Dahl, kleine Gebietsteile Ennepetal, kleine Gebietsteile | Umgliederung | Hagen | – |
| 01.01.1970 | Vorst, kleine Gebietsteile Willich, kleine Gebietsteile | Umgliederung | Krefeld | – |
| 01.01.1970 | Herdecke, kleine Gebietsteile Wengern, kleine Gebietsteile | Umgliederung | Witten | – |
| 01.01.1970 | Haßlinghausen, kleine Gebietsteile Linderhausen, kleine Gebietsteile, Schwelm, kleine Gebietsteile | Umgliederung | Wuppertal | – |
| 01.01.1970 | Kirchspiel Oelde Lette Sünninghausen | Eingliederung | Oelde | Beckum |
| 01.01.1970 | Clarholz, kleine Gebietsteile | Umgliederung | Oelde | Beckum |
| 01.01.1970 | Holtkamp Quelle Ummeln | Eingliederung | Brackwede | Bielefeld |
| 01.01.1970 | Isselhorst, kleine Gebietsteile | Umgliederung | Brackwede | Bielefeld |
| 01.01.1970 | Schloß Holte Stukenbrock | Zusammenschluss | Schloß Holte-Stukenbrock | Bielefeld |
| 01.01.1970 | Sende (494 ha) | Umgliederung | Schloß Holte-Stukenbrock | Bielefeld |
| 01.01.1970 | Sende, Wilhelmsdorf | Umgliederung | Sennestadt | Bielefeld |
| 01.01.1970 | Hörste (595 ha) Pivitsheide V. L. (3 ha) | Umgliederung | Augustdorf | Detmold |
| 01.01.1970 | Bad Meinberg Belle Bellenberg Billerbeck Fromhausen Heesten Holzhausen-Externsteine Horn Kempenfeldrom Leopoldstal Schmedissen Vahlhausen Veldrom Wehren | Zusammenschluss | Bad Meinberg-Horn | Detmold |
| 01.01.1970 | Oberschönhagen (96 ha) Schönemark (37 ha) | Umgliederung | Bad Meinberg-Horn | Detmold |
| 01.01.1970 | Altendonop Blomberg Borkhausen Brüntrup Cappel Dalborn Donop Eschenbruch Großenmarpe Herrentrup Höntrup Istrup Kleinenmarpe Maspe Mossenberg-Wöhren Reelkirchen Siebenhöfen Tintrup Wellentrup | Zusammenschluss | Blomberg | Detmold |
| 01.01.1970 | Belle (4 ha) | Umgliederung | Blomberg | Detmold |
| 01.01.1970 | Barkhausen Bentrup Berlebeck Brokhausen Dehlentrup Detmold Hakedahl Heidenoldendorf Heiligenkirchen Hiddesen Hornoldendorf Jerxen-Orbke Leistrup-Meiersfeld Loßbruch Mosebeck Niederschönhagen Nienhagen Niewald Oberschönhagen Oettern-Bremke Pivitsheide V. H. Pivitsheide V. L. Remmighausen Schönemark Spork-Eichholz Vahlhausen bei Detmold | Zusammenschluss | Detmold | Detmold |
| 01.01.1970 | Cappel (95 ha) | Umgliederung | Detmold | Detmold |
| 01.01.1970 | Billinghausen Ehrentrup Hagen Hardissen Hedderhagen Heiden Heßloh Hörste Kachtenhausen Lage Müssen Ohrsen Pottenhausen Waddenhausen Wissentrup | Zusammenschluss | Lage | Detmold |
| 01.01.1970 | Elbrinxen Falkenhagen Harzberg Hummersen Köterberg Lügde Niese Rischenau Sabbenhausen Wörderfeld | Zusammenschluss | Lügde | Detmold |
| 01.01.1970 | Brakelsiek Lothe Ruensiek Schieder Schwalenberg Siekholz Wöbbel | Zusammenschluss | Schieder-Schwalenberg | Detmold |
| 01.01.1970 | Blomberg (71 ha) | Umgliederung | Schieder-Schwalenberg | Detmold |
| 01.01.1970 | Kohlstädt Oesterholz-Haustenbeck Schlangen | Zusammenschluss | Schlangen | Detmold |
| 01.01.1970 | Niederelfringhausen, kleine Gebietsteile Winz, kleine Gebietsteile | Umgliederung | Langenberg | Düsseldorf-Mettmann |
| 01.01.1970 | Breckerfeld Dahl | Zusammenschluss | Breckerfeld | Ennepe-Ruhr-Kreis |
| 01.01.1970 | Schalksmühle, kleine Gebietsteile Waldbauer, kleine Gebietsteile | Umgliederung | Breckerfeld | Ennepe-Ruhr-Kreis |
| 01.01.1970 | Asbeck Berge Silschede | Eingliederung | Gevelsberg | Ennepe-Ruhr-Kreis |
| 01.01.1970 | Haßlinghausen (65 ha) Linderhausen (52 ha) | Umgliederung | Gevelsberg | Ennepe-Ruhr-Kreis |
| 01.01.1970 | Blankenstein Bredenscheid-Stüter Hattingen Niederelfringhausen Oberelfringhausen Oberstüter Winz | Zusammenschluss | Hattingen | Ennepe-Ruhr-Kreis |
| 01.01.1970 | Blankenstein, kleine Gebietsteile | Umgliederung | Herbede | Ennepe-Ruhr-Kreis |
| 01.01.1970 | Linderhausen | Eingliederung | Schwelm | Ennepe-Ruhr-Kreis |
| 01.01.1970 | Gennebreck Haßlinghausen Hiddinghausen Sprockhövel | Zusammenschluss | Sprockhövel | Ennepe-Ruhr-Kreis |
| 01.01.1970 | Asbeck (3 ha) Bredenscheid-Stüter (171 ha) Esborn (44 ha) Linderhausen (128 ha) Silschede (30 ha) | Umgliederung | Sprockhövel | Ennepe-Ruhr-Kreis |
| 01.01.1970 | Esborn Volmarstein Wengern Wetter (Ruhr) | Zusammenschluss | Wetter (Ruhr) | Ennepe-Ruhr-Kreis |
| 01.01.1970 | Berge (59 ha) Silschede (169 ha) | Umgliederung | Wetter (Ruhr) | Ennepe-Ruhr-Kreis |
| 01.01.1970 | Büderich Ilverich Langst-Kierst Lank-Latum Nierst Ossum-Bösinghoven Osterath Strümp | Zusammenschluss | Meerbusch | Grevenbroich |
| 01.01.1970 | Willich (8 ha) | Umgliederung | Meerbusch | Grevenbroich |
| 01.01.1970 | Alhausen Bad Driburg Erpentrup Herste Langeland Pömbsen Reelsen | Zusammenschluss | Bad Driburg | Höxter |
| 01.01.1970 | Amelunxen Beverungen Blankenau Dalhausen Drenke Haarbrück Herstelle Jakobsberg Rothe Tietelsen Wehrden Würgassen | Zusammenschluss | Beverungen | Höxter |
| 01.01.1970 | Beller Bellersen Bökendorf Brakel Erkeln Hembsen Hinnenburg Istrup Rheder Riesel Schmechten | Zusammenschluss | Brakel | Höxter |
| 01.01.1970 | Albaxen Bödexen Bosseborn Brenkhausen Bruchhausen Fürstenau Godelheim Höxter Lüchtringen Lütmarsen Ottbergen Ovenhausen Stahle | Zusammenschluss | Höxter | Höxter |
| 01.01.1970 | Altenbergen Born Bredenborn Bremerberg Eilversen Großenbreden Hohehaus Kleinenbreden Kollerbeck Löwendorf Münsterbrock Papenhöfen Vörden | Zusammenschluss | Marienmünster | Höxter |
| 01.01.1970 | Entrup Erwitzen Eversen Himmighausen Holzhausen Merlsheim Nieheim Oeynhausen Schönenberg Sommersell | Zusammenschluss | Nieheim | Höxter |
| 01.01.1970 | Bergheim Grevenhagen Hagedorn Ottenhausen Rolfzen Sandebeck Steinheim Vinsebeck Vordereichholz | Zusammenschluss | Steinheim | Höxter |
| 01.01.1970 | Bracht Brüggen | Zusammenschluss | Brüggen | Kempen-Krefeld |
| 01.01.1970 | Breyell (4 ha) Kaldenkirchen (168 ha) | Umgliederung | Brüggen | Kempen-Krefeld |
| 01.01.1970 | Grefrath Oedt | Zusammenschluss | Grefrath | Kempen-Krefeld |
| 01.01.1970 | Hinsbeck (14 ha) Lobberich (37 ha) Süchteln (262 ha) Vorst (1 ha) | Umgliederung | Grefrath | Kempen-Krefeld |
| 01.01.1970 | Hüls Kempen (Niederrhein) Schmalbroich St. Hubert Tönisberg | Zusammenschluss | Kempen | Kempen-Krefeld |
| 01.01.1970 | St. Tönis, kleine Gebietsteile Vorst, kleine Gebietsteile | Umgliederung | Kempen | Kempen-Krefeld |
| 01.01.1970 | Breyell Hinsbeck Kaldenkirchen Leuth Lobberich | Zusammenschluss | Nettetal | Kempen-Krefeld |
| 01.01.1970 | Amern (12 ha) Boisheim (5 ha) Brüggen (10 ha) Dülken (4 ha) Grefrath (136 ha) Süchteln (180 ha) | Umgliederung | Nettetal | Kempen-Krefeld |
| 01.01.1970 | Amern Waldniel | Zusammenschluss | Schwalmtal | Kempen-Krefeld |
| 01.01.1970 | Boisheim, kleine Gebietsteile | Umgliederung | Schwalmtal | Kempen-Krefeld |
| 01.01.1970 | St. Tönis Vorst | Zusammenschluss | Tönisvorst | Kempen-Krefeld |
| 01.01.1970 | Anrath (61 ha) Neersen (94 ha) Oedt (51 ha) | Umgliederung | Tönisvorst | Kempen-Krefeld |
| 01.01.1970 | Boisheim Dülken Süchteln Viersen | Zusammenschluss | Viersen | Kempen-Krefeld |
| 01.01.1970 | Amern (12 ha) Lobberich (163 ha) Neersen (167 ha) Oedt (267 ha) | Umgliederung | Viersen | Kempen-Krefeld |
| 01.01.1970 | Anrath Neersen Schiefbahn Willich | Zusammenschluss | Willich | Kempen-Krefeld |
| 01.01.1970 | Osterath, kleine Gebietsteile Vorst, kleine Gebietsteile | Umgliederung | Willich | Kempen-Krefeld |
| 01.01.1970 | Hörstmar Trophagen | Eingliederung | Lemgo | Lemgo |
| 01.01.1970 | Bentrup (16 ha) | Umgliederung | Lemgo | Lemgo |
| 01.01.1970 | Kachtenhausen (20 ha) | Umgliederung | Oerlinghausen | Lemgo |
| 01.01.1970 | Breckerfeld (124 ha) | Umgliederung | Schalksmühle | Lüdenscheid |
| 01.01.1970 | Avenwedde Ebbesloh Friedrichsdorf Hollen Isselhorst Niehorst Spexard | Eingliederung | Gütersloh | Wiedenbrück |
| 01.01.1970 | Herzebrock, kleine Gebietsteile Nordrheda-Ems, kleine Gebietsteile Ummeln, kleine Gebietsteile Varensell, kleine Gebietsteile Verl, kleine Gebietsteile | Umgliederung | Gütersloh | Wiedenbrück |
| 01.01.1970 | Clarholz Herzebrock | Zusammenschluss | Herzebrock | Wiedenbrück |
| 01.01.1970 | Gütersloh (2 ha) Oelde (66 ha), aus Kirchspiel Oelde | Umgliederung | Herzebrock | Wiedenbrück |
| 01.01.1970 | Benteler Langenberg | Zusammenschluss | Langenberg | Wiedenbrück |
| 01.01.1970 | Batenhorst, kleine Gebietsteile Bokel, kleine Gebietsteile Mastholte, kleine Gebietsteile | Umgliederung | Langenberg | Wiedenbrück |
| 01.01.1970 | Batenhorst Lintel Nordrheda-Ems Rheda St. Vit Wiedenbrück | Zusammenschluss | Rheda-Wiedenbrück | Wiedenbrück |
| 01.01.1970 | Bokel (255 ha) Herzebrock (125 ha) | Umgliederung | Rheda-Wiedenbrück | Wiedenbrück |
| 01.01.1970 | Bokel Druffel Mastholte Moese Neuenkirchen Rietberg Varensell Westerwiehe | Zusammenschluss | Rietberg | Wiedenbrück |
| 01.01.1970 | Langenberg, kleine Gebietsteile Oesterwiehe, kleine Gebietsteile | Umgliederung | Rietberg | Wiedenbrück |
| 01.01.1970 | Bornholte Oesterwiehe Sende Verl | Zusammenschluss | Verl | Wiedenbrück |
| 01.01.1970 | Schloß Holte (656 ha) Varensell (281 ha) | Umgliederung | Verl | Wiedenbrück |
| 01.01.1970 | Netphen, aus Nauholz | Umgliederung | Erndtebrück | Wittgenstein |
| 01.07.1970 | Bornheim, kleine Gebietsteile | Umgliederung | Wesseling | Köln |
| 10.09.1970 | Bad Meinberg-Horn | Namensänderung | Horn-Bad Meinberg | Detmold |
| 18.12.1970 | Hagen, Waldbauer | Neubildung | Waldbauer | Ennepe-Ruhr-Kreis |

## Anmerkung
1. ↑  Die bisher kreisfreie Stadt Viersen wurde in den Kreis Kempen-Krefeld eingegliedert.

## Quelle
- Martin Bünermann: Die Gemeinden des ersten Neugliederungsprogramms in Nordrhein-Westfalen. Deutscher Gemeindeverlag, Köln 1970, S. 94, 104 ff.